# Lacton

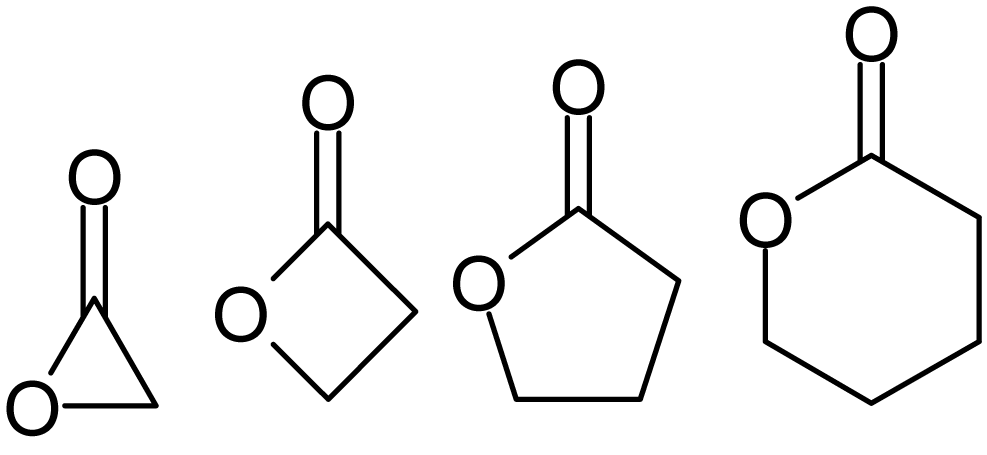
Algemene structuurformule van een α-, β-, γ- en δ-lacton.

Een lacton is een organische verbinding die kan opgevat worden als een cyclisch ester. Een voorbeeld van een dergelijke verbinding is protoanemonine. Hierin is de ester gevormd tussen de zuurgroep van het eerste koolstofatoom en de hydroxy-groep op het vierde koolstofatoom.
De lactonstructuur is ook typerend voor de rifamycines, een bepaalde groep van antibiotica. Het komt daar macrocyclisch voor.

## Voorbeelden

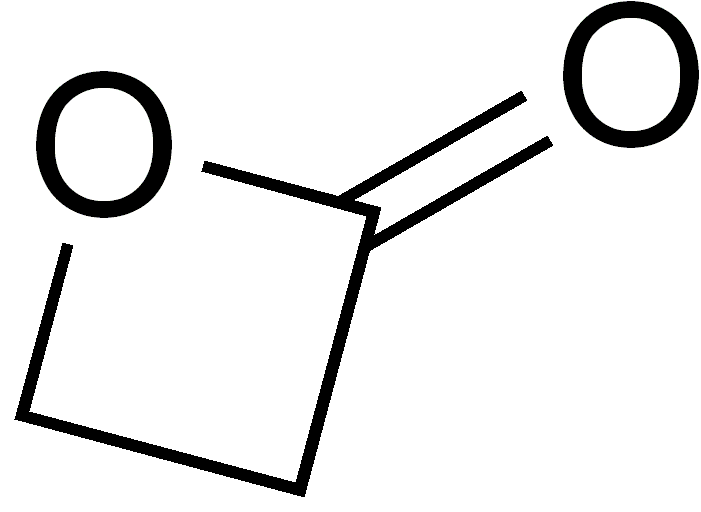
β-propiolacton, een bèta-lacton
γ-butyrolacton (GBL), een gammalacton
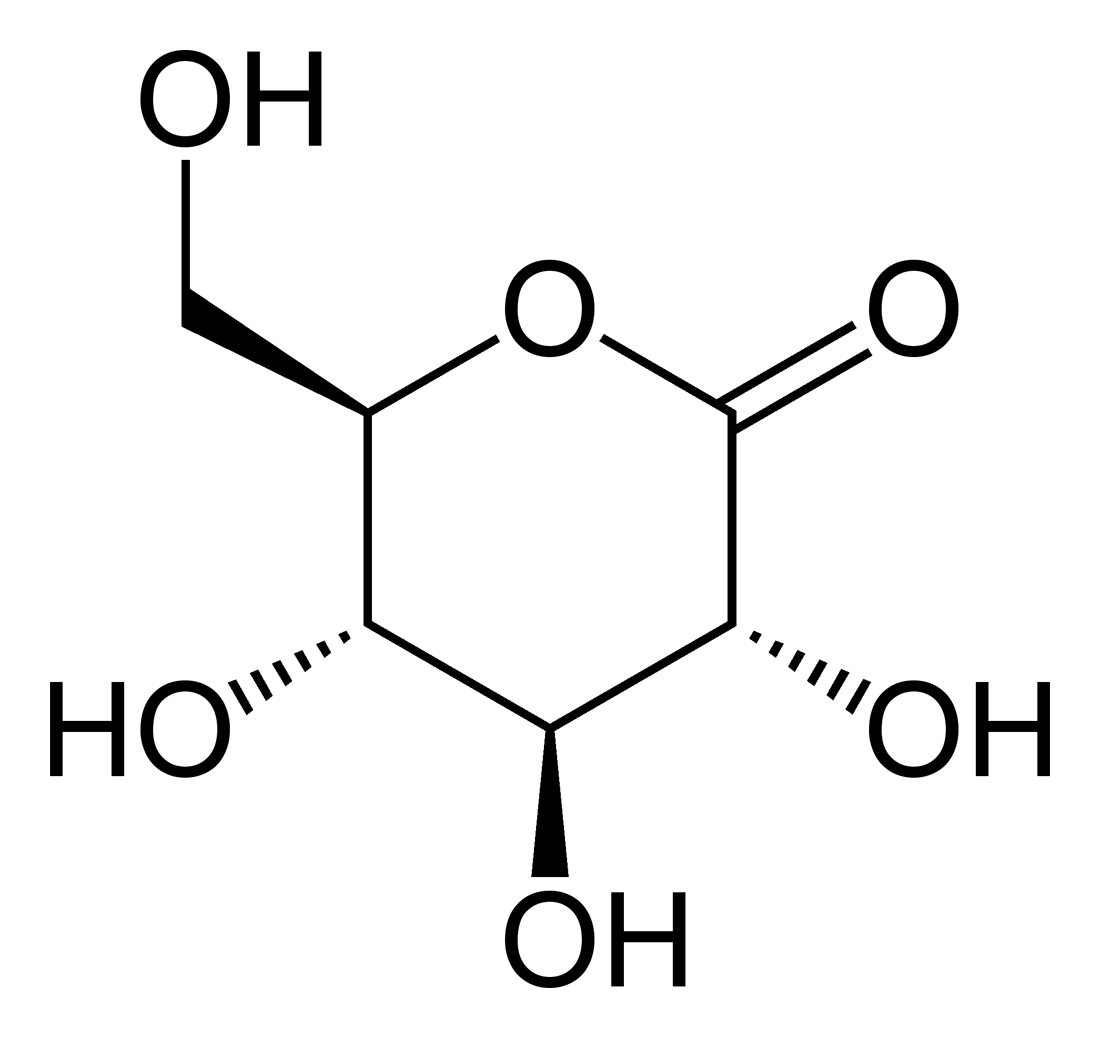
D-glucono-δ-lacton(E575), een deltalacton
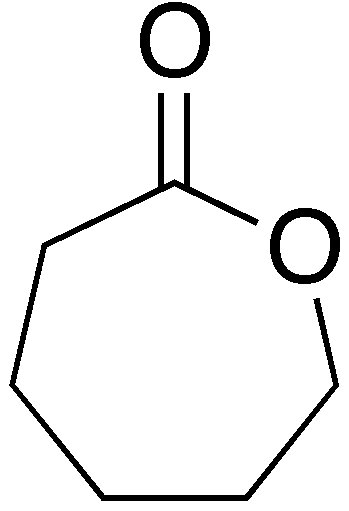
ε-caprolacton, een epsilonlacton